# SP-107
A SP-107 é uma rodovia transversal do estado de São Paulo, administrada pelo Departamento de Estradas de Rodagem do Estado de São Paulo (DER-SP).

## Denominações
Recebe as seguintes denominações em seu trajeto:
Nome:	Aziz Lian, Prefeito, Rodovia
- De - até:	Amparo (Arcadas) - Santo Antônio de Posse - Artur Nogueira
- Legislação:	DEC. 19.575 DE 24/09/82

## Descrição
Principais pontos de passagem: SP 095 (Pedreira) - Santo Antonio de Posse - Artur Nogueira

## Características

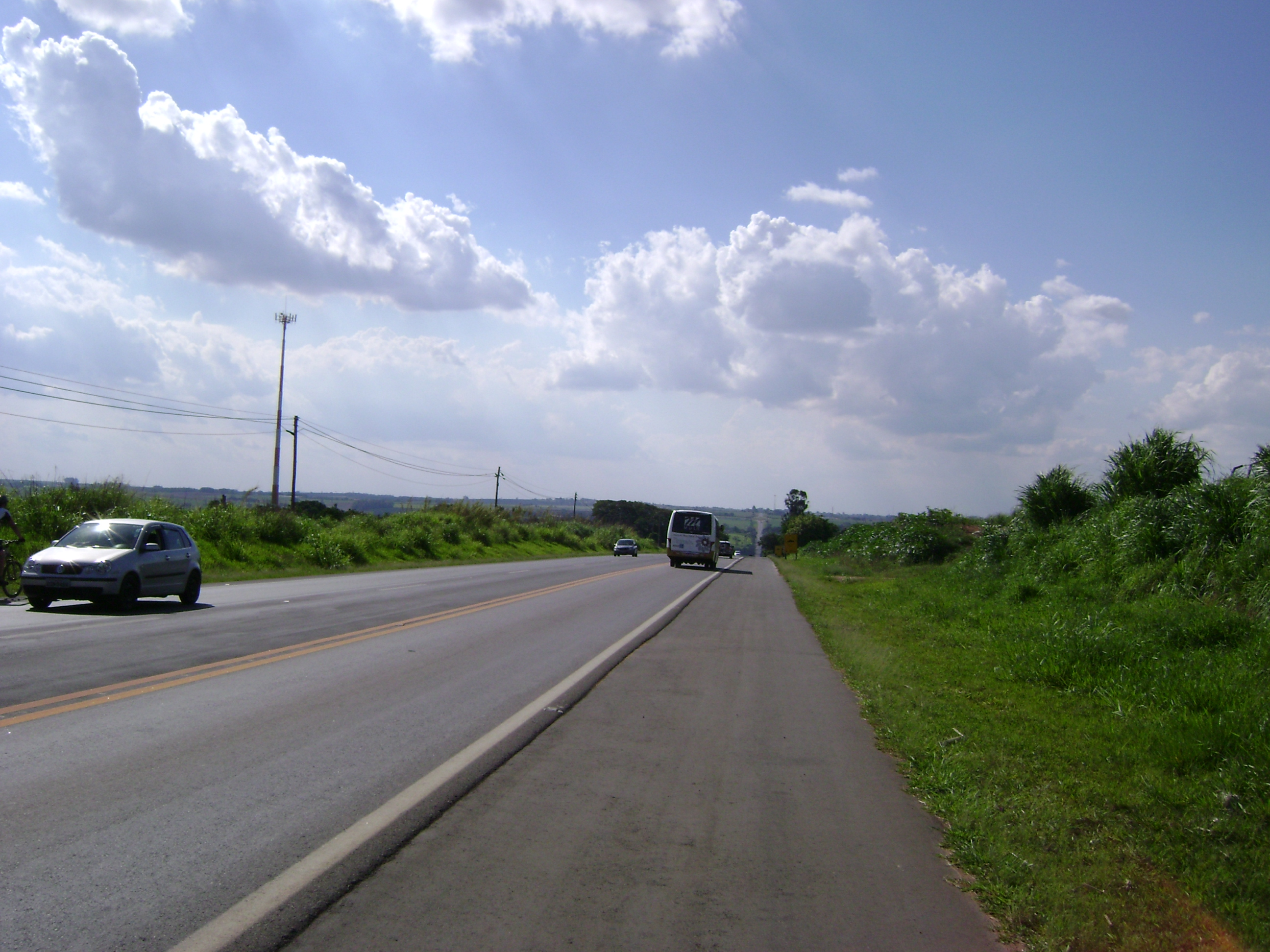
Trecho da SP-107 em Artur Nogueira.

### Extensão
- Km Inicial: 0,000
- Km Final: 45,490

### Localidades atendidas
- Amparo
- Arcadas
- Santo Antônio de Posse
- Jaguariúna
- Holambra
- Artur Nogueira